# 531 Pułk Rakietowy
531 Pułk Rakietowy (ros. 531-й зенитный ракетный полк) – samodzielny oddział Sił Zbrojnych Federacji Rosyjskiej w składzie 21 Korpusu 6 Armii Zachodniego Okręgu Wojskowego.
Siedzibą sztabu i dowództwa pułku jest Polarnyj.